# Puente Coppename
El Puente Coppename (neerlandés: Coppenamebrug) es un puente sobre el río Coppename en Surinam, forma parte del denominado East-West Link. 
El puente une Jenny en el distrito Coronie con Boskamp en el distrito Saramacca. Fue inaugurado en 1999, un año antes de la inauguración del Puente Jules Wijdenbosch en Paramaribo.
Aguas arriba se encuentra un segundo puente (Bailey) sobre el río Coppename, cerca de Bitagron, construido en 1975-76.